# 2017年緬甸空軍運8空難
2017年緬甸空軍運8空難發生於2017年6月7日，缅甸空军值飛於丹老至仰光的运-8據報失蹤，機上有14名机组人员和108名乘客共计122人，緬甸海軍於距土瓦218公里處發現飛機殘骸。此次事故是缅甸航空史上最严重的事故，造成机上122人全数罹难。

## 涉事機型
涉事機型為中国陕西飞机工业集团所制造的运8F-200，註冊編號5820。該機於2016年3月交付给缅甸空军，於失事前飛行時數為806小時。

## 搜救
截至6月12日，找到83具遇难者遗体，没有发现任何幸存者。
6月15日搜救人员发现飞机黑匣子，6月18日下午3点30分左右捞出。

## 调查结果
缅甸飞机事故调查局（MAIB）选择澳大利亚运输安全局（ATSB） 为第三方调查组。缅甸国防军总司令部发布调查结果，事发当日运输机机体没有出现任何故障，也非发生爆炸导致失事，运输机失事为恶劣天气所致。